# Miron Rațiu
Miron Rațiu (n. 8 iulie 1929, Dobra - d. 23 noiembrie 2011) a fost un reputat dirijor român, care a activat între 1957 și 1998, la pupitrul Filarmonicii din Oradea.
Fiu de țărani născut în localitatea Dobra, județul Hunedoara, se trage din Familia Rațiu din Turda, printre ai cărei iluștri membri se numără memorandistul Ioan Rațiu și fondatorul PNȚCD, Ion Rațiu.

## Studiile
Studiile primare și liceale le-a făcut la Dobra, Orăștie și Deva. În 1949 a fost admis la Facultatea de pedagogie și dirijat coral a Conservatorului "Gheorghe Dima" din Cluj.
Generoasa sa înzestrare artistică a atras atenția unor corifei ai muzicii românești: Antonin Ciolan, Sigismund Toduță și Tudor Jarda, care l-au îndreptat și spre Facultatea de dirijat simfonic a aceluiași conservator de muzică.
După 8 ani de studii intense și-a început activitatea la Filarmonica de Stat Oradea, pe care nu o va părăsi decât pentru numeroasele turnee din țara și străinătate. În 1969 participă la Praga la un curs de perfecționare a măiestriei artistice, ținut de Sergiu Celibidache.

## Activitatea artistică
Vastul repertoriu abordat de-a lungul carierei sale cuprinde lucrări simfonice și vocal simfonice de Johann Sebastian Bach, Bartók, Beethoven, Berlioz, Borodin, Brahms, Britten, Anton Bruckner, Chausson, Debussy, Dukas, Dvorak, De Falla, Haendel, Haydn, Himdemith, Khatchaturian, Rimski-Korsakov, Liszt, Lutoslawski, Mahler, Mendelssohn, Mozart, Mussorgski, Prokofiev, Saint-Saëns, Schubert, Schumann, Richard Strauss, Strawinsky, Theodorakis, Verdi și Wagner.
Din repertoriul românesc a interpretat muzică de Pascal Bentoiu, Dumitru Bughici, Paul Constantinescu, Ion Dumitrescu, George Enescu, Vasile Herman, Mihail Jora, Filip Lazăr, Dinu Lipatti, Marcel Mihailovici, Mihai Moldovan, Theodor Rogalski, Sigismund Toduță și Zeno Vancea.
În afara Orchestrei Filarmonicii din Oradea, al cărui dirijor titular a fost timp de mai bine de 40 de ani, Miron Rațiu a concertat și a înregistrat cu majoritatea orchestrelor simfonice din România. De asemenea, a apărut și la pupitrul unor prestigioase ansambluri din Germania, Franța și Polonia.

## Activitatea didactică
A predat vioară, muzică de cameră și orchestră la Liceul de Artă din Oradea, la care a și înființat o clasă de violă. Un element inedit al activității sale pedagogice îl constituie instruirea studenților Facultății de Teologie din Oradea în muzică religioasă.

## Activitatea cu mișcarea de amatori
În anii 1970 a condus Corul "Hilaria", un cor de amatori care a ajuns la un înalt nivel de virtuozitate artistică. La 1 decembrie 1968, la aniversarea a 50 de ani de la Marea Unire din 1918, acest cor a cântat - după decenii de interdicție - "Deșteaptă-te, române!", "Pe-al nostru steag e scris Unire!" și alte cântece reabilitate în contextul fazei naționaliste a comunismului românesc.

## Distincții
Beneficiar al indemnizației de merit pentru personalitățile din cultură, știință și sport, conform legii 118 din 2002.